# Archichlora tricycla
Archichlora tricycla är en fjärilsart som beskrevs av Claude Herbulot 1960. Archichlora tricycla ingår i släktet Archichlora och familjen mätare. Inga underarter finns listade i Catalogue of Life.